# 埃尔绍萨尔
埃尔绍萨尔（西班牙語：El Sauzal）是西班牙加那利群岛圣克鲁斯-德特内里费省的一个市镇。总面积18.31平方公里，总人口8873人（2017年），人口密度427人/平方公里。

## 地名
名称可能来自加那利柳树（Salix canariensis）。

## 人口
| 埃尔绍萨尔                             |
|                                        |
| 来源：加那利群岛统计局西班牙国家统计局 |

## 图集

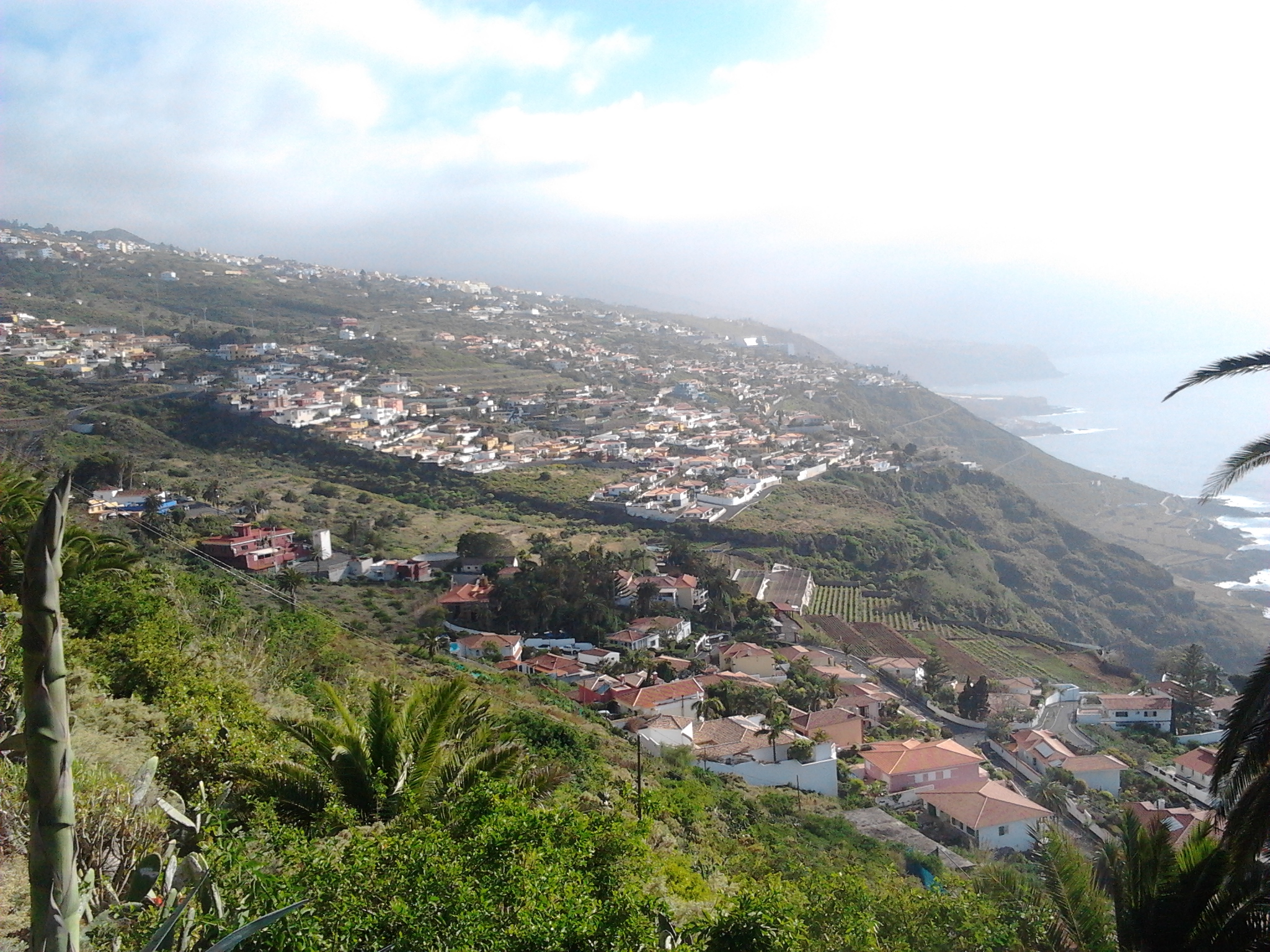
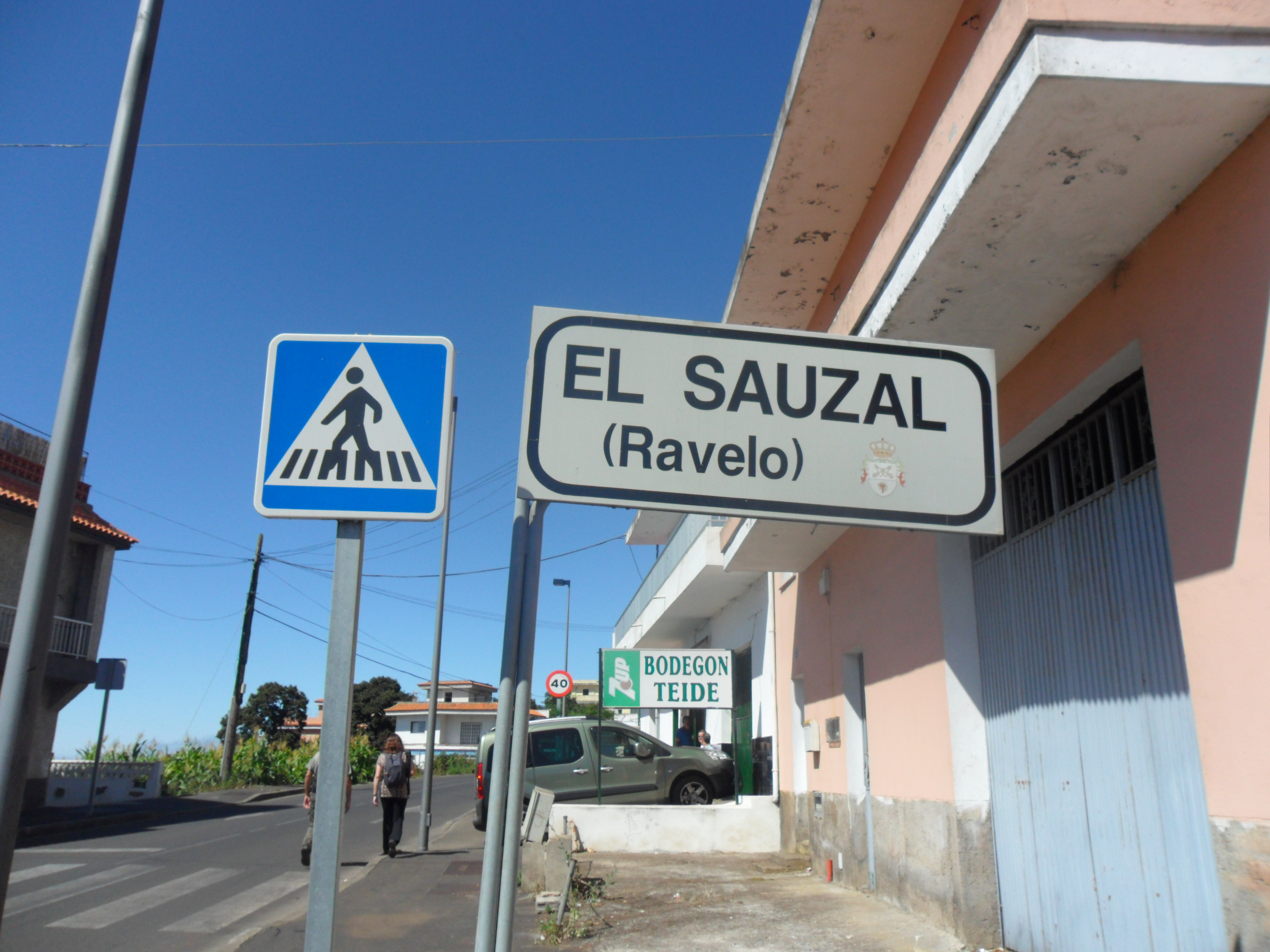
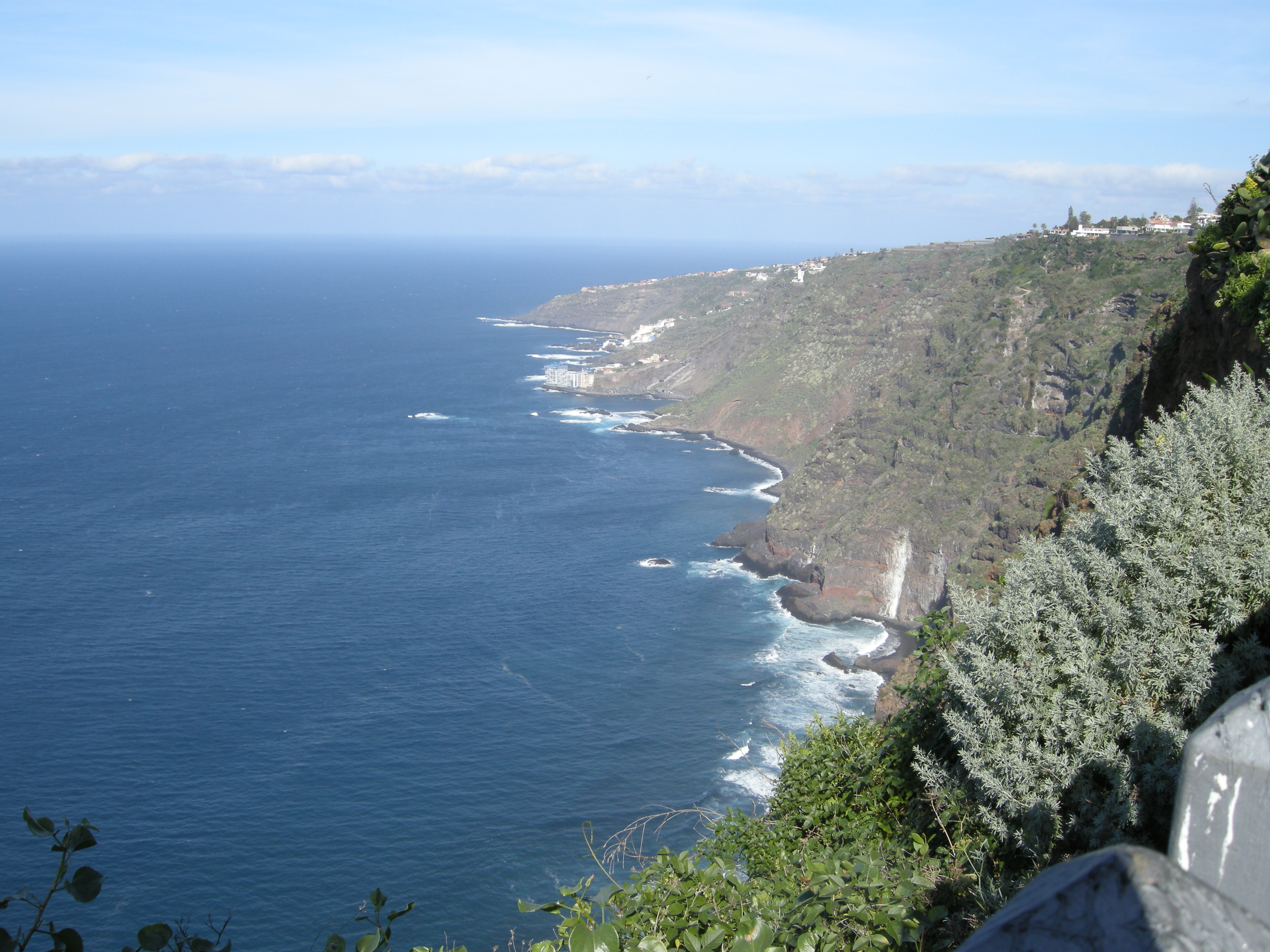
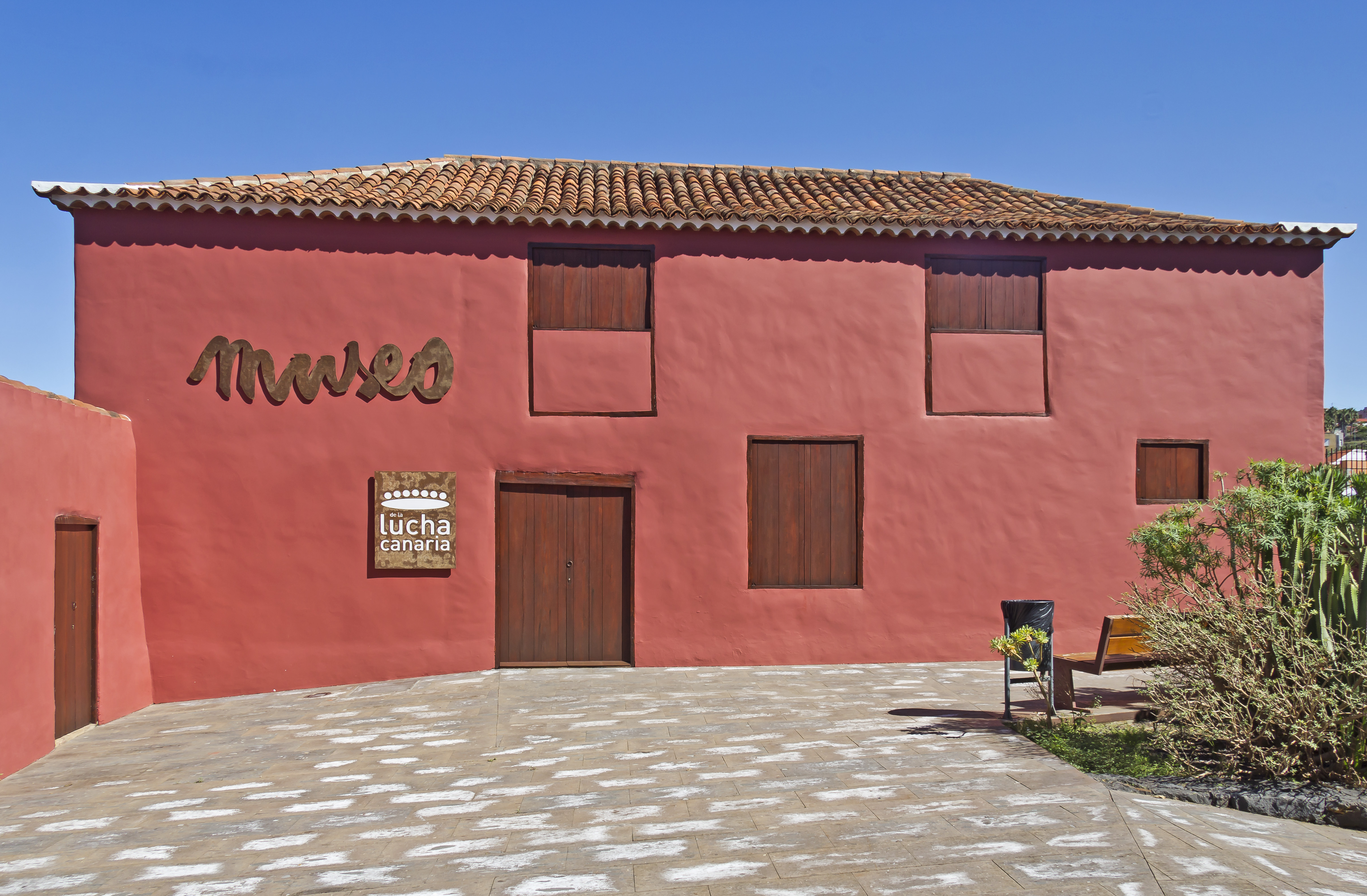
博物馆